# Santé dans les milieux ruraux
 (mai 2023).
Si vous disposez d'ouvrages ou d'articles de référence ou si vous connaissez des sites web de qualité traitant du thème abordé ici, merci de compléter l'article en donnant les références utiles à sa vérifiabilité et en les liant à la section « Notes et références ».

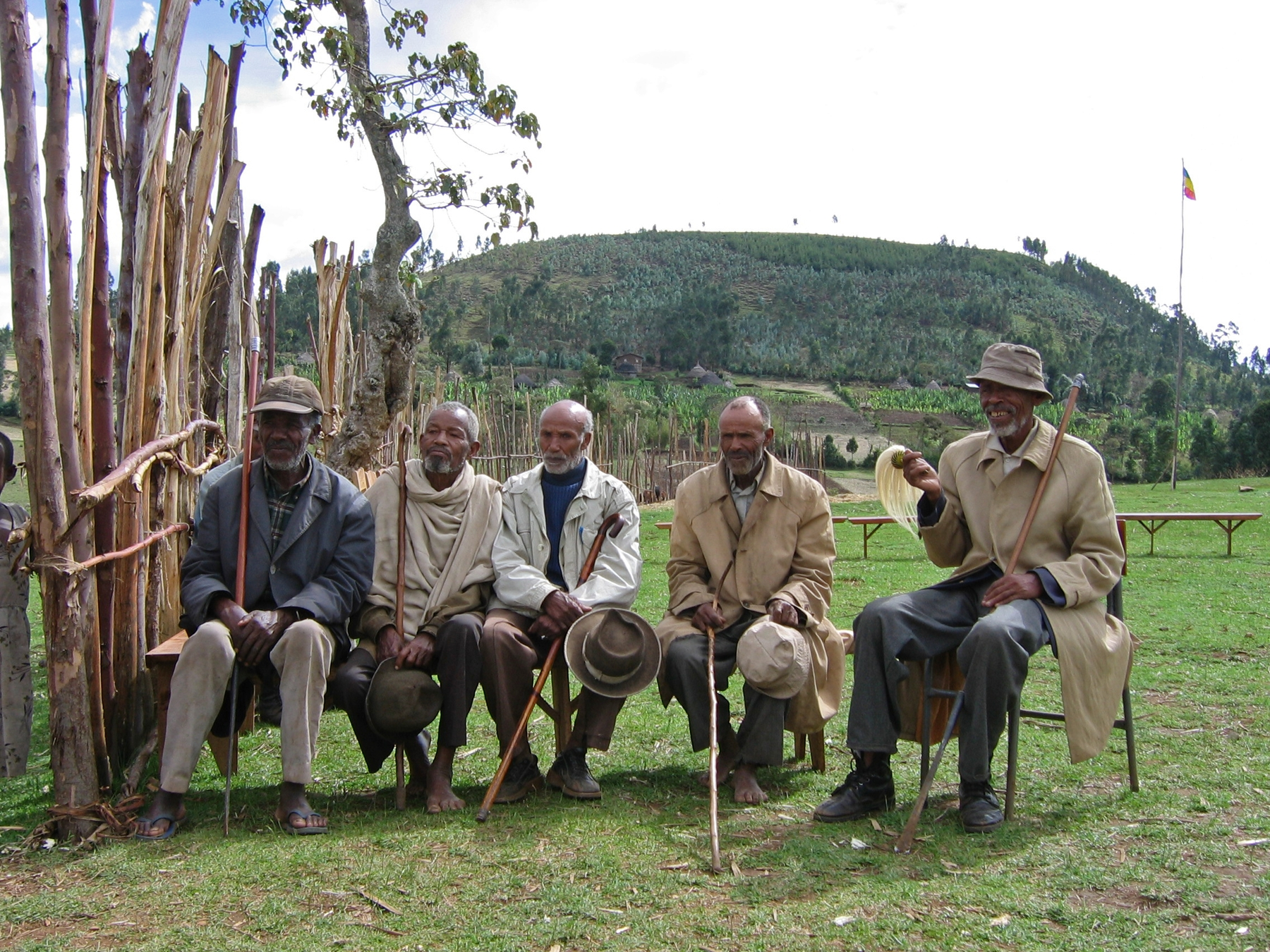
Des chefs de village assistent à une formation à la santé rurale en Éthiopie en 2005.

En médecine, la santé dans les milieux ruraux est l'étude interdisciplinaire de la santé et de la prestation des soins dans le contexte d'un environnement ou lieu rural.
Les champs d'études de la santé en milieu rural incluent : santé, géographie, profession de sage-femme (les localités éloignées n'ont souvent pas d'obstétricien-gynécologue), soins infirmiers, sociologie, économie, télésanté, télémédecine, etc.

## Le problème que pose la définition de «rural»
Le terme « rural » peut se définir de diverses façons : en fonction de la densité de la population, de la situation géographique ou autre. En raison du grand nombre possible de définitions, il arrive souvent que les parties ne s'entendent pas sur la définition à utiliser.

## Problèmes concernant la santé en milieu rural

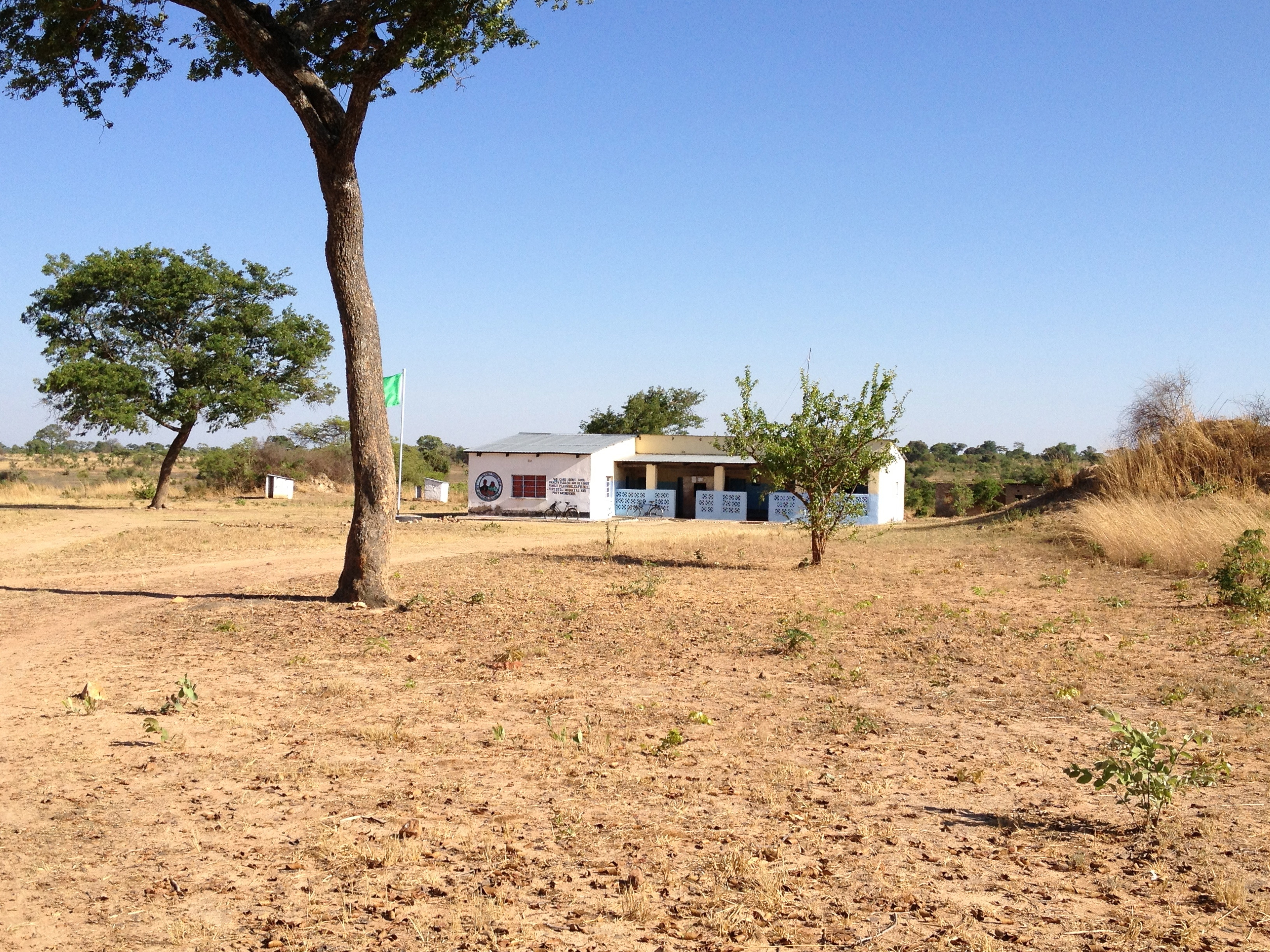
Un centre de santé rural en Zambie (district de Kalomo) en 2012.

- Prestation de soins insuffisants en raison de la pénurie ou de la mauvaise distribution des ressources financières et humaines.
- Pénurie de services spécialisés. Les spécialistes n'ont souvent pas assez de « masse critique » de patients pour qu'il leur soit économiquement rentable de servir une région peu peuplée. La situation peut être particulièrement difficile pour les patients atteints de certaines maladies, comme le cancer, dont le traitement les oblige à faire régulièrement de longs voyages.